# Демінський Олексій Цезарович
Демінський Олексій Цезаревич (нар. 11 червня 1941 р. в с. Гранітне Волноваського району Донецької обл.) — ректор Донецького державного інституту здоров'я, фізичного виховання і спорту, тренер з легкої атлетики, доктор педагогічних наук, професор.

## Біографія
Закінчив Київський державний інститут фізичної культури, тренерський факультет, фізична культура і спорт (1968). Професор (1995), доктор педагогічних наук (2003). 
Ректор Донецького державного інституту здоров'я, фізичного виховання і спорту (з 1996).
Член Президії науково-методичної ради Міністерства України з питань сім'ї, молоді і спорту.

## Творчий доробок
Наукова діяльність присвячена проблемам оптимізації навчально-тренувального процесу спортсменів. Автор понад 100 наукових праць; основні праці: «Развитие способностей в спортивной деятельности» (1996); «Теория и методика физического воспитания» (1997); Дидактические основы оптимизации спортивной тренировки" (2001).

## Громадська діяльність
- Президент Міжнародної академії проблем людини у авіації та космонавтиці,
- академік Міжнародної академії проблем людини в авіації та космонавтиці (1999).
- член-кореспондент Української академії наук національного прогресу,
- член-кореспондент Міжнародної академії наук екології і безпеки життєдіяльності.
- Член НОК України та Виконкому ОАУ (1996);

## Нагороди
Нагороджений орденом «За мужність» ІІІ ступеня, Почесною відзнакою Донецької обласної ради профспілок.

## Інтернет-ресурси
- Демінський Олексій Цезаревич